# مراجل (همسر هارون‌الرشید)
مراجل (به انگلیسی: Marajil) کنیز هارون‌الرشید و مادر مأمون از اهالی بادغیس بود.

## زندگينامه
مراجل یک برده ایرانی و صیغه شاهزاده عباسی هارون (خلیفه آینده هارون الرشید) بود.
برپايه يك گزارش اودر جايگاه اسیر جنگی به كاخ عباسیان درآمده بود.
او پيش از اینکه در جايگاه کنیز به شاهزاده هارون داده شود، در خانواده عباسیان بزرگ شد. او یک یا دو سال از هارون کوچکتر بود.
يگانه فرزند مراجل، عبدالله (مأمون آینده)، در شب ۱۳ تا ۱۴ سپتامبر ۷۸۶ میلادی در بغداد چشم به جهان گشود.
در همان شب، که درآينده به «شب سه خلیفه» پرآوازه گشت، عمویش الهادی درگذشت و هارون الرشید، پدر مأمون، در جايگاه فرماروای خلافت عباسی بر تخت نشست.
هارون در سال ۷۸۶ میلادی، زمانی که در ماه‌هاي نخست بیست سالگی‌اش بود، به خلافت رسید. در آن زمان، او قد بلند، خوش‌روی، لاغر اندام ولي نيرومند، با موهای چين‌چين و پوست زیتونی بود.
هارون پس از به خلافت رسیدن، نماز آدينه را در مسجد جامع بغداد خواند و سپس در پيش روی همگان نشست، در حالی که دست‌اندركاران و مردم برای پيمان بستن و بازنمايی شادی خود از جانشینی او رديف ايستاده بودند.
او تخت‌نشينی خود را با گماشتن وزیران بسیار شايسته آغاز کرد که کار دولت را چنان خوب انجام دادند که چندوچون زندگی مردم را تا اندازه فراوانی بهبود بخشیدند.
مراجل بيننده به تخت‌نشينی هارون بود و از خلیفه فرنام ام‌عبدالله را دریافت کرد. با این همه، در شب به تخت نشستن هارون، در سپتامبر ۷۸۶، تندرستی مراجل پس از زايمان عبدالله رو به ناگواری گذاشت.
مراجل اندکی پس از زايمان درگذشت و عبدالله در دامان همسر هارون الرشید، زبیده، که خود از دودمان والای عباسی و نوه‌ی خلیفه منصور (دوره: ۷۵۴–۷۷۵) بود، بزرگ شد.

اثر پررنگ‌ مراجل در كارنامه مامون ريشه خراسانی‌اش بود.